# Radioteleskop Sardinija
Radioteleskop Sardinija veliki je, u svim smjerovima potpuno okretljivi radioteleskop izgrađen 2011., a pušten u pogon 2012. godine, smješten u mjestu San Basilio, pokrajina Cagliari, na otoku Sardiniji, u Italiji. 
Glavne tehničke karakteristike su:
- Promjer primarnog reflektora je 64 m, a sekundarnog 7,9 m
- Gregorian raspored s glatkom površinom
- Aktivna površina reflektora s 1116 prilagodljivih aktuatora
- Područje rada je radiovalovi 0,3 – 115 GHz
- Tri žarišta: primarno, Gregorian i navođeno
- Točnost primarnog reflektora: 0,15 mm RMS
- Stupanj efikasnosti reflektora: ≈ 60 %
- Točnost navođenja u točki: 2 – 5 kutne sekunde

## Vanjske poveznice
- Sardinia Radio Telescope. Inačica izvorne stranice arhivirana 30. siječnja 2010. Pristupljeno 15. ožujka 2011. Home page of the telescope.
- Sardinia Radio Telescope: Project Status (PDF). Srpanj 2007. Inačica izvorne stranice (PDF) arhivirana 13. lipnja 2011. Pristupljeno 23. listopada 2008.